# Hammar, Kristianstads kommun
Hammar är en tätort i Kristianstads kommun i Skåne län, belägen strax öster om Kristianstad. 

## Förhistoria

### Hällkista på Hammar nr 3
Montelius undersökte 1878 två hällkistor på Hammar N:o 3  och N:o 2. Den första hade tidigare täckts av en hög. Kistan var 11,5 fot lång (ca 3,5 m) orienterad i NV.—SO. Gravrummet var delat i en kammare och en gång genom  slags tröskel, bildad av två stenar tvärs över graven. Det sydöstra rummet, gången var vid tröskeln lika brett som kammare, men avsmalnade mot sydost, där var gången öppen. Över tröskeln låg en häll, och i jorden över denna häll hittades ett krossat lerkärl och brända ben. Gravkammaren, som redan tidigare genomsökts och var nästan tom vid undersökningen. Gravens konstruktion visar att den tillhör sen stenålder. Lerkärlet och de brända benen kan dateras till bronsåldern. I högen som omgav dessa gravar från stenåldern, påträffas ofta sekundär begravningar från en senare tid.

### Hällkista på Hammar nr 2
Kistan på Hammar N:o 2, låg i en naturlig sandbacke  med endast övre hälften å täckstenarna synliga ovan jord. Spår av en hög observerades inte. Kistan var orienterad Ö.—V.; dess längd 13 fot (4m) och bredd 3,5 fot (drygt 1 m). Nära den östra ändan låg tvärs över graven en tröskelliknande sten. Öster om denna sten avsmalnade kistan, som annars är jämnbred, Östra ändan var tillsluten av en tunn häll. I bottenlagret hittades en spjutspets av flinta och i nedre delen av den cirka 1 meter djupa kistan påträffades en mängd spridda obrända människoben. Något högre i kistan hittades två fullständiga skelett, omedelbart över varandra och i gravens mittlinje. Båda låg utsträckta, med huvudet åt öster och fötterna åt väster. Mellan huvud och vänster skuldra cirka 75 cm under takstenens underkant, påträffades  en spiralring av brons, som låg fritt och inte omgav något ben. Under vänstra delen av samma skeletts underliv hittades en liten hattformig »tutulus» af brons, vars form och zigzagornament daterar den till äldre bronsåldern. Kistans form och den på bottnen funna spjutspetsen av flinta daterar hällkistan till  senare delen av stenåldern, men graven användes sedan in bronsåldern. Två liknade gravar  hade Montelius undersökt i Västergötland, den ena vid Karleby, den andra vid Herrljunga.
1878 undersökte Oskar Montelius ett lerkärl och en benkam från järnåldern i Kristianstads läroverks samling. Fynden hade hittats bredvid ett skelett i en naturlig sandbacke nära staden vid Hammar. I denna backe och i en annan sandbacke på samma bys ägor har flera skelettgravar anträffats. Gravar från den äldre järnåldern, ej täckta av högar, med obrända lik, har hittats i naturliga sandbackar. De är inte sällsynta i delar av Danmark och gravarna har också hittats på flera ställen i Skåne. I Sverige norr om Skåne är de däremot sällsynta.

### Arkeologisk undersökning vid Hammarshus 2010
Sydsvensk Arkeologi AB undersökte 2010-2011 vid Hammarshus en boplats från bronsålder och äldre järnålder (1800–500 f.Kr.). Spår av boplatsaktiviteter i form av eldstäder och gropar samt fyndrika kulturlager som innehåller flinta, ben och keramik. Kulturlagren på platsen uppvisar att boplatsen vid Hammar var en stabil boplats som har utnyttjats kontinuerligt under lång tid. Större mängder avfall har hopats på samma plats under flera generationer vilket resulterat i 20–40 cm tjocka kulturlager med fragmenterade föremål och ben samt sot, kol och eldpåverkade stenar från eldstäder.
Utgrävningen började den 20 september 2010. Schatktiningar avlägsnade matjorden på platsen, På den avbanade ytan hittades kulturlagret och några hus preliminärt daterade till järnålder. Husen låg i den östra delen av området och kan inte kopplas samman med kulturlagret. I sökschakt genom kulturlagret påträffades koncentrationer av stolphål - spår efter stolpar som ingått i huskonstruktioner. Även på kulturlagrets plats har med stor sannolikhet stått hus. Kulturlagret med flest fynd ligger utanför de områden där husen stått. De boende har organiserad sin avfallshantering.
Intressanta fynd i kulturlagret var en liten fint bearbetad trekantig pilspets av flinta med två hullingar och en tånge i mitten . Pilspetsens form är ovanlig . och påminner om fynd från Västeuropa från boplatser i Klockbägarkulturen. Spetsen dateras troligen till senneolitisk tid. Bland flintmaterialet hittades även enstaka fynd från jägarstenålder (mesolitikum). Dessa äldre fynd var brunpatinerade. Patineringen har orsakats av påverkan av vatten då havets nivå och Nosabyvikens nivå har förändrats under loppet av stenåldern.
Förundersökningar från platsen gjorde att utgrävarna haft en hypotesen att man tillverkat lövknivar på platsen. På platsen hittades spår av tillverkning av lövknivar  i Hammar. Benämningen lövkniv är missvisande eftersom slitspårsanalyser har visat att redskapen inte användes för att skära löv utan att man skar gräs eller vass med knivarna. Redskapen var formade efter en standard och tillverkades av flintsmeder ofta på särskilda tillverkningsplatser.  ofta med andra typer av specialiserat hantverk. Dessa fynden av komplexa spår av hantverk från yngre bronsålder dateras till ca 800–500 f. Kr.

### Arkeologisk undersökning vid Hammarshus 2011
Våren 2011 undersökte Sydsvensk Arkeologi AB en järnåldersboplats och några gravar från brons- och järnålder vid Hammarshus. På en höjd utmed Blekingevägen hittades spår efter en 40 meter lång skeppssättning daterad ungefärligen till 550-900 e. Kr. Själva skeppssättningen har inga bevarade uppresta stenar som varit synliga ovan mark. Endast fundamenten till de resta stenarna undersöktes. Stenarna stod i gropardär mindre stenar kilat fast de större resta stenarna. Genom att dokumentera fundamenten har gravens storlek och form kunnat fastslås. Graven var 40 meter lång och lite mer 5 meter bred med skeppsform. Några stenfyllda gropar i närområdet va fundament till andra fristående resta stenar troligen också gravmarkeringar. Jordbruksarbete har tyvärr förstört gravarna och gravgömmor varför fynd av begravda och gravfynd saknas.
En gravhög från bronsåldern var troligen den första graven på platsen. En stor hög är markerad på gamla kartor, men inga spår av denna hittades vid undersökningen. En mindre stensättning cirka 6 meter i diameter  som troligen dateras till bronsåldern utifrån keramiken. Tusen år senare uppförde sattes en stävstenen inuti bronsåldersgraven och skadade denna.
Nära skeppssättningen dokumenterades hus från järnålder ungefär samtida med graven. Spår av metallhantverk genom fynd av en degel, en tång, slagg och ett litet guldkorn. Metallhantverket omfattade brons, förgyllning och järnsmide under tidig vikingatid. Hammarshus hade en speciell status och under den yngre järnålder som fortsätter fram i tiden. 
Ett mycket stort hus minst 43 meter långt och 14 meter brett påträffades. I ett  stolphål hittades en bit av tegel vilket daterar byggnaden efter 1200. Men byggnaden finns inte dokumenterad på kartor och är troligen äldre än 1600-talet.Huset var troligen ekonomibyggnad eller ladugård till den medeltida borgen Hammarshus. En väpnare knuten till Hammar är omnämnd redan under 1400-talet.
Resultaten av grävningarna vid Hammarshus visar att platsen varit bebodd intensivt sedan bronsåldern. Specialiserat flintsmide började redan under bronsåldern och fortsatte under järnålder med metallhantverk. Den stor skeppssättningen och den mycket stora medeltida ekonomibyggnaden ger underlag för slutsatsen att Hammarshus varit  en plats med betydelse i lokalsamhället.

## Historia

### Hammar 1930 enligt Atlas över svenska orter
Hammar var 1930 ett egnahemsområde och en by i Nosaby landskommun med 78 jordbruksfastigheter och 142 andra fastigheter, taxeringsvärde för jordbroksvärde 1 090 700 kr., därav 1 071 800 i jordbruksvärde och 18 900 tomt- och industrivärde, Taxeringsvärde för andra fastigheter var 962 300. Egnahemsområdet låg på Hammar nr 9, intill Kristianstads stadsgräns och hade 361 invånare den 1 januari 1931. Inom samma by på Hammar nr 10, 19, 25—30 låg Hammarslunds samhälle. 

#### Gårdar och egendomar i Hammar
Hammar nr 1 omfattade 1/42 mantal, 47/762 mantal, och 1/128 mantal, samt nr 8, 9, 9/64 mantal, ägdes av Per Platoff med en sammanlagd areal av 38 hektar allt åker, taxerad som jordbruksfastighet till 52 600kr. i jordbruksvärde. 
Till Hammar hör herrgården Hammarshus, som består av Hammar nr 9, 1/16 mantal, 31/256 mantal, 347/768 mantal och  nr 8, 6/128 mantal. Hammarshus ägdes av Nilla Olsson. Gårdens samlade areal var  95 har, därav 94 åker, taxeringsvärde för jordbruksfastigheten 200 000 kr., därav 187 100 jordbruksvärde och 12 900 i tomt- o. industrivärde 
Karl J. Björklund och Karl H. Björklund ägde följande egendomar: Hammar nr 10, 5/64 mantal, 1/72 mantal, nr 9, 1/32 mantal, kallas Lilla Hammar, med en areal av 22 har, allt åker, taxerad för 74 000 kr. i jordbruksvärde  68 000 kr. och 6 000 kr. i tomt- och industri-värde därtill 10 växthus taxerade som annan fastighet till 105 000 kr. AB. Björklund och c:o ägde  därtill 14 växthus med en areal 5 hektar, taxerade som annan fastighet till 175 000 kr.
Hammar nr 10, 10/128 mantal, 1/16 mantal, 5/416 mantal, ägdes av Ola Olsson med en areal av 28,5 hektar, därav 22,5 hektar åker, taxeringsvärde för jordbruksfastighet 53 000 kr allt i jordbruksvärde. 
Växthus och bostadshus, ägare Gustav Edvin Hagström, taxeringsvärde för annan fastighet 50 000 kr. Direktör Frans G. Vinberg ägde inom Hammar restaurang med dansbana vid Ekenabben, före detta en Folkets Park med en areal omfattande 6,4 hektar, taxeringsvärde som annan fastighet 60 000 kr. En kvarn var taxerad som annan fastighet 15 000 kr. 

### Hammarshus och Kristianstads grundläggning
2006 köptes Hammarshus av Pär Frankenius (Sandelins ägare) och hans bror Pål Frankenius, Richard Bengtsson, Fredrik Rosengren och Ronny Larsson. Säljare var familjen Håhus, som drivit lantbruk på Hammarshus. Alla fastigheter och de ingående 95 hektaren jordbruksmark, Hammarshus samt Hammarsgård med tillhörande stallar. Hammarshus nuvarande huvudbyggnad byggdes i slutet av 1700-talet på grundmurarna av den medeltida huvudgård som funnits där sedan tidig medeltid. Den äldre byggnaden förstördes under de skånsk-danska krigen. Det var på det gamla Hammarshus som kung Christian IV undertecknade fundationsbrevet som gav Kristianstad dess stadsrättigheter. Kristianstad grundläggningsdag är officiellt fastställd till den 22 maj 1614 då stadens fick sitt fundationsbrev.
I samband med de svensk-danska krigen uppfördes skansar utanför Kristianstad bland annat vid Skepparslöv och Hammar. Flera socknar som fanns under medeltiden försvann då Kristianstad anlades. Araslöv uppgick på 1630-talet i Färlöv, Råbelöv på 1830-talet i Fjälkestad, Elleköpinge uppgick på 1610-talet i Åhus, ungefär samtidigt som Åraslöv uppgick i Nosaby och Nöbbelöv i Vä. Hammar var tidigare en by i Åraslöfs församling.

### C4 Shopping
Fastighetsaffären 2006 var för att säkra ett markinnehav för kommande stora exploateringsmöjligheter. Kristianstad växer och det saknas tomtmark. De nya ägarna avvaktade en handelsutredning i Kristianstad kommun. Utredningen gällde var framtida handel ska bedrivas. Handelsutredningen beslutade bygga ett stort handelsområde som döptes till C4 shopping i Hammar, Det var inför den exploateringen som de arkeologiska undersökningarna 2010/2011 gjordes. C4 Shopping ägs av Eurocommercial Properties som grundades i Holland 1991. Eurocommercial äger shoppingcenter i Italien, Frankrike, Belgien och Sverige. I Sverige började verksamheten 2001. 2024 var C4 Shopping i Kristianstad ett av sju köpcentrum i företaget. C-4 shopping stod färdigt 2018. Utbudet var en blandning av livsmedelsbutiker, stora klädkedjor och servicebutiker, men också andra små och större butiker.

## Befolkningsutveckling
| Befolkningsutvecklingen i Hammar 1960–2020 | Befolkningsutvecklingen i Hammar 1960–2020 | Befolkningsutvecklingen i Hammar 1960–2020 | Befolkningsutvecklingen i Hammar 1960–2020 | Befolkningsutvecklingen i Hammar 1960–2020 |
| --- | ------------------------------------------ | ------------------------------------------ | ------------------------------------------ | ------------------------------------------ |
| |                                            |                                            |                                            |                                            |
| År |                                            |                                            | Folkmängd                                  | Areal (ha)                                 |
| 1960 | 1960                                       |                                            | 673                                        |                                            |
| 1965 | 1965                                       |                                            | 908                                        |                                            |
| 1970 | 1970                                       |                                            | 1 023                                      |                                            |
| 1975 | 1975                                       |                                            | 1 042                                      |                                            |
| 1995 | 1995                                       |                                            | 1 965                                      | 137                                        |
| 2000 | 2000                                       |                                            | 1 979                                      | 137                                        |
| 2005 | 2005                                       |                                            | 1 971                                      | 139                                        |
| 2010 | 2010                                       |                                            | 2 057                                      | 141                                        |
| 2015 | 2015                                       |                                            | 3 311                                      | 322                                        |
| 2020 | 2020                                       |                                            | 3 556                                      | 242                                        |
| Anm.: Tidigare namn Palestina (ändring 1970 till nuvarande namn), 1980 och 1990 sammanvuxen med Kristianstad, utbruten ur Kristianstad 1995, sammanvuxen med Viby 2015. Viby blev åter egen tätort 2020. |                                            |                                            |                                            |                                            |